# Marco Kreuzpaintner

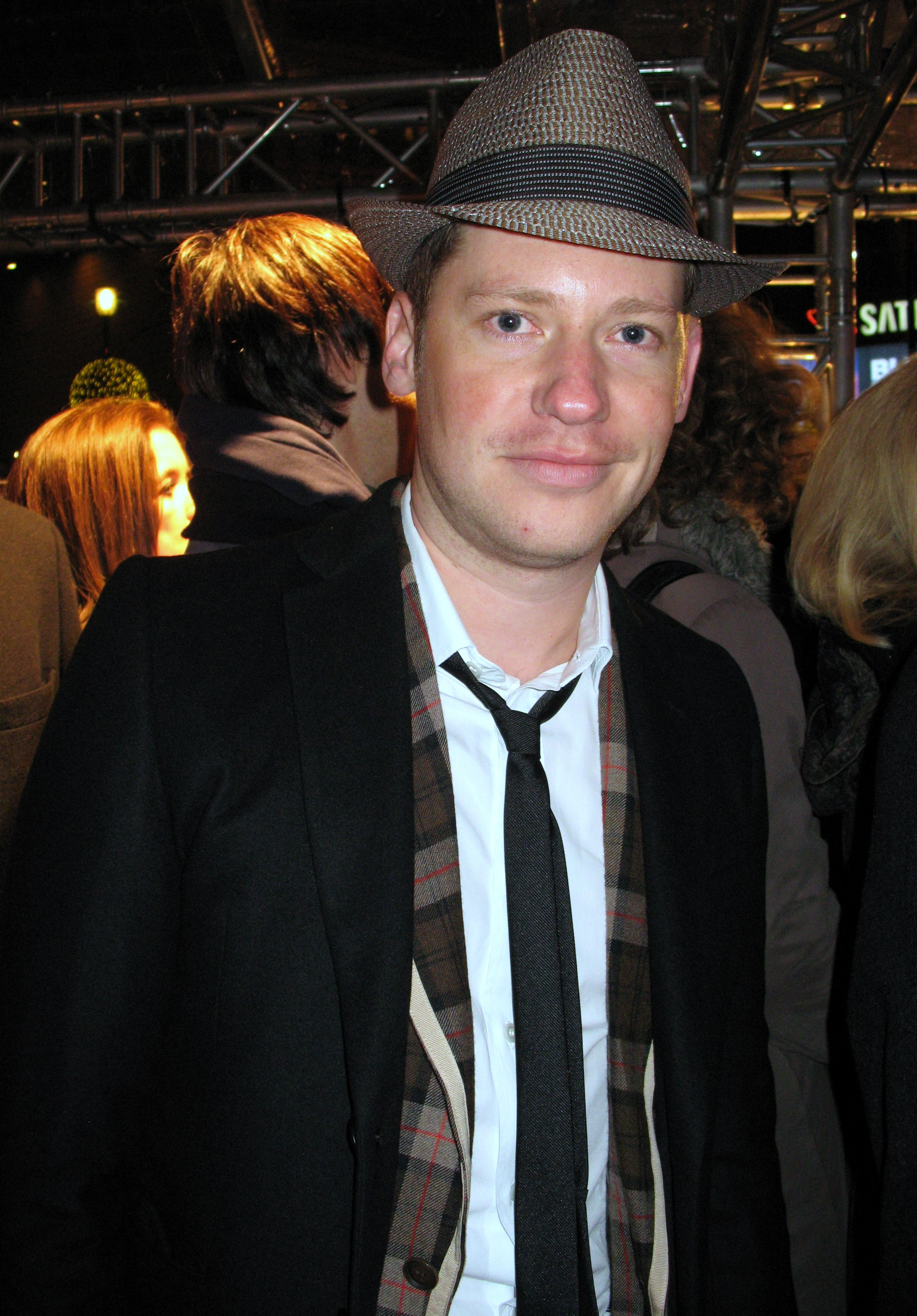
Marco Kreuzpaintner, en 2009.

Marco Kreuzpaintner (Rosenheim, Baviera, Alemania; 11 de marzo de 1977) es un director de cine alemán. Se dio a conocer por vez primera gracias a su cortometraje de 12 minutos de duración titulado "Entering Reality". Con August Diehl y August Zierner, contrató un reparto de lujo para su cortometraje, que participó con éxito en numerosos festivales. Volvió a trabajar con Diehl dos años más tarde, en otro cortometraje, Der Atemkünstler, que fue nominado para el premio a los jóvenes talentos germanos "Primeros Pasos", en 2001. En 1999, Kreuzpaintner trabajó como ayudante de doblaje de la última película de Stanley Kubrick, Eyes Wide Shut, Marco rodó la versión piloto de REC - Kassettenmadchen / Kassettenjungs para Jetzt Film, productora de televisión que se desarrolló en asociación con la antigua revista juvenil del Süddeutsche Zeitung. Marco trabajó igualmente como ayudante personal de Edgar Reitz entre 1998 y 2001, y así colaboró en la preparación de la producción de Heimat 3. En junio del 2003, hizo su debut en la gran pantalla con Breaking Loose. Poco más tarde, suscitó la atención internacional con un galardonado filme, ya clásico: Tormenta de verano (Sommerstorm, 2004), protagonizado en sus papeles estelares por Robert Stadlober y Kostja Ullman. El extraordinario talento de Kreuzpaintner también llamó la atención del director Roland Emmerich, que lo contrató para el proyecto "Trade". Coprotagonizado por Kevin Kline y Alieja Bachleda-Curris en los papeles estelares, el filme, que relata una historia de tráfico de niños entre México y los Estados Unidos, se rodó entre octubre de 2005 y el invierno de 2006, y se estrenó en las salas cinematográficas en el 2007. La producción recibió el premio cinematográfico Bernhard Wicki en la edición de 2007 del Festival de Cine de Múnich.

## Filmografía (como director y guionista)
- 1999: Entering Reality (idea y director)
- 2000: Der Atemkünstler (guion y director)
- 2000: Nebensächlichkeiten (director)
- 2002: REC - Kassettenjungs/Kassettenmädchen (director)
- 2003: Ganz und gar (director)
- 2004: Tormenta de verano (guion y director)
- 2006: Die Wolke (guion)
- 2007: Trade (director)
- 2008: Krabat y el molino del diablo (guion y director)
- 2019: The Collini Case (Historia de un crimen, en español)